# Kościół Niepokalanego Poczęcia Najświętszej Maryi Panny w Katowicach (nieistniejący)
Kościół Niepokalanego Poczęcia Najświętszej Maryi Panny – kościół, który znajdował się w Katowicach, pierwotnie przy placu Wolności, następnie jako obiekt szachulcowy został przemieszczony na ulicę Sokolską, gdzie był kilkakrotnie przebudowywany. Jego pierwotna bryła została całkowicie zmieniona. Był to chronologicznie drugi kościół w Śródmieściu.

## Historia

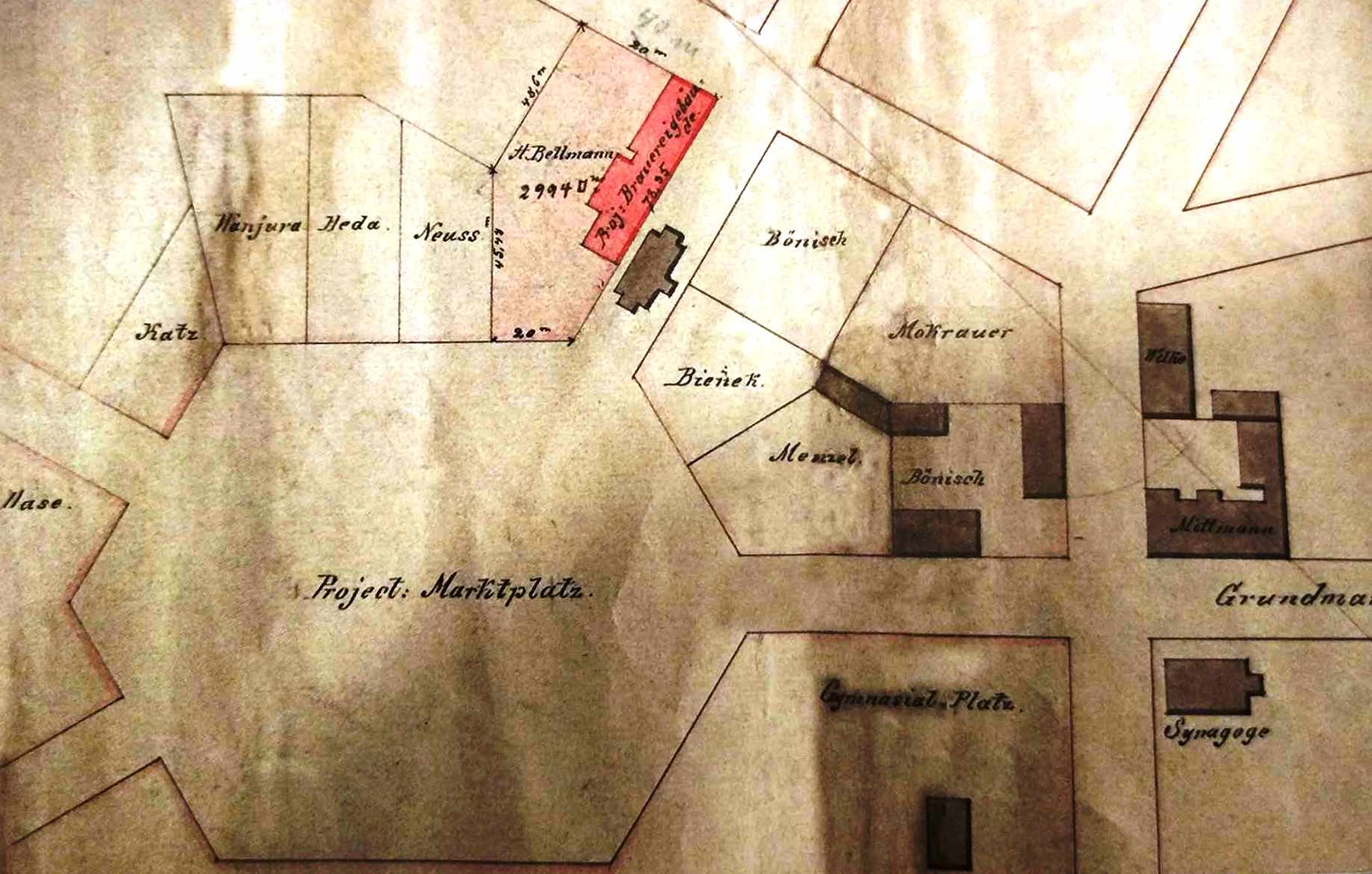
Fragment planu Katowic z 1872 roku. Widoczna projektowana zabudowa i parcelacja wokół późn. placu Wolności (na planie jako Marktplatz) oraz oznaczenie miejsca kościoła przy wylocie ul. Sokolskiej

W drugiej połowie XIX wieku teren dzisiejszego Śródmieścia Katowic należał do okolicznych powstałych już w średniowieczu parafii w Bogucicach, Chorzowie i Mikołowie. Pierwszą parafię utworzono na terenie centrum miasta w 1873 roku. Kilkanaście lat wcześniej 11 listopada 1860 roku poświęcono w Katowicach, na późniejszej ulicy Sokolskiej w okolicy placu Wolności, pierwszą świątynię katolicką z muru pruskiego oraz znajdujący się w niewielkiej od niej odległości cmentarz. Duszpasterstwo w nim objął ks. Teodor Kremski. Kościół miał służyć jako budynek tymczasowy, gdyż planowano już w tym okresie wybudowanie kościoła Mariackiego. W 1871 roku świątynię nabyli starokatolicy. W 1874 roku kościół rozebrano i przeniesiono w kierunku północnym ulicy Sokolskiej. W 1925 roku został odebrany przez władze państwowe parafii starokatolickiej.
W 1938 roku powrócił w ręce Kościoła rzymskokatolickiego jako kościół filialny Przemienienia Pańskiego.
W 1945 roku uległ zniszczeniu od bomby lotniczej. W 1960 roku został wyremontowany. W latach 1975–1978 został przebudowany i rozbudowany. W 1985 bp Herbert Bednorz wydał dekret potwierdzający fakt istnienia przy nim rzymskokatolickiej parafii Przemienienia Pańskiego.

## Architektura
Pierwotnie była to świątynia jednonawowa, niewielkich rozmiarów. Jednorazowo mogła pomieścić do 150 osób. Po przebudowie przez starokatolików w 1872 roku utrzymana w stylu neogotyckim, z wysmukłą wieżą, przez którą prowadziło portalowe wejście do środka. Kościół posiadał drewniany sufit. Dach początkowo składał się z gontów, które stopniowo zamieniono na papę, a następnie na dachówkę.